# Théodecte de Phasélis
Théodecte est un orateur et poète tragique du IVe siècle av. J.-C.

## Notice historique
Très peu de choses sont connues de cet auteur : natif de Lycie, de Phaselis en Pamphylie, son père se nomme Aristandros. Il a été élève d’Isocrate. et de Platon, et eut Aristote comme condisciple ; il cite ses pièces dans sa Rhétorique, notamment au livre III. Il composa 50 tragédies, dont 13 gagnèrent un prix ; Athénée le cite, et dit qu’il connut une relation amoureuse avec Aristote, dont il fut également élève. Plutarque parle du tombeau de Théodecte. Certains titres de ses pièces sont connus : Œdipe, Ajax, Alcméon, Bellérophon, Hélène, Oreste, Philoctète, Tydée, et Mausole, qui fut jouée lors du concours ouvert par Artémise, à la mémoire du roi de Carie, son époux et frère, vers 355. Théodecte avait fait aussi, pour le même concours, une oraison funèbre qui n'eut pas de succès. Il est mort à Athènes, et une statue le représentait dans sa ville natale. Hermippe de Smyrne a écrit dans son ouvrage Sur les Disciples d’Isocrate, que Théodecte avait un don pour deviner le sens des griphes et qu'il en composait lui-même.